# Panthessalonikeios Athlitikos Omilos Konstantinoupoliton (calcio femminile)
Il Panthessalonikeios Athlitikos Omilos Konstantinoupoliton (greco Ποδοσφαιρική Ανώνυμη Εταιρεία Πανθεσσαλονίκειος Αθλητικός Όμιλος Κωνσταντινουπολιτών, Club Atletico Pan-tessalonicese dei Costantinopolitani), abbreviato in PAOK e, in Italia noto anche come PAOK Salonicco, è una squadra di calcio femminile greca con sede nella città di Salonicco, sezione dell'omonima società polisportiva P.A.O.K.. Milita nella Alpha Ethniki, la massima serie del campionato greco femminile di calcio, della quale ha vinto tredici edizioni.

## Palmarès

### Competizioni nazionali
- Campionato greco: 13

2001-2002, 2005-2006, 2006-2007, 2007-2008, 2008-2009, 2009-2010, 2010-2011, 2011-2012, 2012-2013, 2014-2015, 2015-2016, 2016-2017, 2017-2018
- Coppa di Grecia femminile: 5

2001-2002, 2012-2013, 2013-2014, 2014-2015, 2015-2016

### Altri piazzamenti
- Campionato greco:

Secondo posto: 2004-2005, 2005-2006

## Statistiche

### Risultati nelle competizioni UEFA
| Stagione | Competizione     | Fase                       | Avversario               | Risultato | Risultato | Risultato |
| Stagione | Competizione     | Fase                       | Avversario               | andata    | ritorno   | aggregato |
| -------- | ---------------- | -------------------------- | ------------------------ | --------- | --------- | --------- |
| 2002-03  | UEFA Women's Cup | fase a gironi              | Regal Bucarest           | 0-3       | 0-3       | 0-3       |
| 2002-03  | UEFA Women's Cup | fase a gironi              | Trondheims-Ørn           | 0-12      | 0-12      | 0-12      |
| 2002-03  | UEFA Women's Cup | fase a gironi              | Saestum                  | 1–8       | 1–8       | 1–8       |
| 2006-07  | UEFA Women's Cup | fase a gironi, primo turno | Maccabi Holon            | 1-1       | 1-1       | 1-1       |
| 2006-07  | UEFA Women's Cup | fase a gironi, primo turno | Lehenda                  | 0-5       | 0-5       | 0-5       |
| 2006-07  | UEFA Women's Cup | fase a gironi, primo turno | Kokkinochorion           | 5–2       | 5–2       | 5–2       |
| 2007-08  | UEFA Women's Cup | fase a gironi, primo turno | Universitet Vitebsk      | 0-4       | 0-4       | 0-4       |
| 2007-08  | UEFA Women's Cup | fase a gironi, primo turno | NSA Sofia                | 2-2       | 2-2       | 2-2       |
| 2007-08  | UEFA Women's Cup | fase a gironi, primo turno | Pärnu                    | 3–2       | 3–2       | 3–2       |
| 2008-09  | UEFA Women's Cup | fase a gironi, primo turno | Levadia Tallinn          | 3-0       | 3-0       | 3-0       |
| 2008-09  | UEFA Women's Cup | fase a gironi, primo turno | Naftokhimik              | 0-1       | 0-1       | 0-1       |
| 2008-09  | UEFA Women's Cup | fase a gironi, primo turno | AZS Breslavia            | 0-4       | 0-4       | 0-4       |
| 2009-10  | Champions League | sedicesimi di finale       | Arsenal                  | 0-9       | 0-9       | 0-18      |
| 2010-11  | Champions League | sedicesimi di finale       | Neulengbach              | 1-0       | 0-3       | 1-3       |
| 2011-12  | Champions League | gironi di qualificazione   | Goliador Chișinău        | 3-0       | 3-0       | 3-0       |
| 2011-12  | Champions League | gironi di qualificazione   | Naše Taksi               | 0–1       | 0–1       | 0–1       |
| 2011-12  | Champions League | gironi di qualificazione   | Young Boys               | 1-1       | 1-1       | 1-1       |
| 2012-13  | Champions League | gironi di qualificazione   | Naše Taksi               | 1-0       | 1-0       | 1-0       |
| 2012-13  | Champions League | gironi di qualificazione   | Skonto/Cerība            | 8-0       | 8-0       | 8-0       |
| 2012-13  | Champions League | gironi di qualificazione   | MTK Hungária             | 0-2       | 0-2       | 0-2       |
| 2013-14  | Champions League | gironi di qualificazione   | Pärnu                    | 1-3       | 1-3       | 1-3       |
| 2013-14  | Champions League | gironi di qualificazione   | Bilјanini Izvori         | 5-0       | 5-0       | 5-0       |
| 2013-14  | Champions League | gironi di qualificazione   | PK-35 Vantaa             | 1-2       | 1-2       | 1-2       |
| 2015-16  | Champions League | gironi di qualificazione   | Glentoran Belfast United | 4-0       | 4-0       | 4-0       |
| 2015-16  | Champions League | gironi di qualificazione   | Dragon 2014              | 10-0      | 10-0      | 10-0      |
| 2015-16  | Champions League | gironi di qualificazione   | NSA Sofia                | 4-0       | 4-0       | 4-0       |
| 2015-16  | Champions League | sedicesimi di finale       | KIF Örebro               | 0-3       | 0-5       | 0-8       |
| 2016-17  | Champions League | gironi di qualificazione   | Hajvalia                 | 1-1       | 1-1       | 1-1       |
| 2016-17  | Champions League | gironi di qualificazione   | KÍ Klaksvík              | 1-1       | 1-1       | 1-1       |
| 2016-17  | Champions League | gironi di qualificazione   | Apollon Limassol         | 3-3       | 3-3       | 3-3       |
| 2017-18  | Champions League | gironi di qualificazione   | Bettembourg              | 8-0       | 8-0       | 8-0       |
| 2017-18  | Champions League | gironi di qualificazione   | Vllaznia                 | 1-0       | 1-0       | 1-0       |
| 2017-18  | Champions League | gironi di qualificazione   | SFK 2000                 | 3-0       | 3-0       | 3-0       |
| 2017-18  | Champions League | sedicesimi di finale       | Sparta Praga             | 0-5       | 0-3       | 0-8       |

## Organico

### Rosa 2017-2018
Rosa come da sito UEFA.
| N. |                   | Ruolo | Calciatrice             |
| -- | ----------------- | ----- | ----------------------- |
| 1  | Grecia (bandiera) | P     | Anthi Papakonstantinou  |
| 2  | Grecia (bandiera) | C     | Maria Palama            |
| 3  | Grecia (bandiera) | C     | Eleni Giannou           |
| 4  | Grecia (bandiera) | C     | Eleni Kakambouki        |
| 5  | Grecia (bandiera) | D     | Maria Paterna           |
| 6  | Grecia (bandiera) | C     | Maria Adamaki           |
| 7  | Grecia (bandiera) | A     | Thomai Vardali          |
| 8  | Grecia (bandiera) | C     | Natalia Chatzigiannidou |
| 9  | Grecia (bandiera) | A     | Eleni Markou            |
| 10 | Serbia (bandiera) | A     | Elena Dimitrijević      |
| 11 | Grecia (bandiera) | A     | Dimitra Panteliadou     |

| N. |                    | Ruolo | Calciatrice            |
| -- | ------------------ | ----- | ---------------------- |
| 12 | Grecia (bandiera)  | A     | Christina Sachinidou   |
| 13 | Grecia (bandiera)  | C     | Konstantina Strantzali |
| 14 | Cipro (bandiera)   | C     | Despina Giannou        |
| 15 | Grecia (bandiera)  | P     | Eleni Peletidou        |
| 16 | Grecia (bandiera)  | C     | Georgia Sakellari      |
| 17 | Albania (bandiera) | A     | Efthimia Brame         |
| 18 | Grecia (bandiera)  | D     | Anastasia Gkatsou      |
| 19 | Grecia (bandiera)  | D     | Tatiana Geōrgiou       |
| 20 | Grecia (bandiera)  | A     | Ioanna Chamalidou      |
| 21 | Grecia (bandiera)  | D     | Thenia Zerva           |
| 22 | Grecia (bandiera)  | A     | Fani Doiranli          |